# Anentome helena
Espèce
Répartition géographique
Synonymes
- Melania theminckiana Petit de la Saussaye, 1853[2]

Anentome helena est une espèce de mollusques d'eau douce d'Asie du Sud-Est. C'est un carnivore qui se nourrit d'autres escargots aquatiques, et est utilisé en aquariophilie pour lutter contre l'invasion d'autres escargots.

## Répartition et habitat
Il est originaire d'Asie du Sud-Est, en particulier de l'île de Java, d'Indonésie, de Chine, de Thaïlande et du Vietnam. Il vit dans les zones sablonneuses des rivières ou des marécages.

## Description

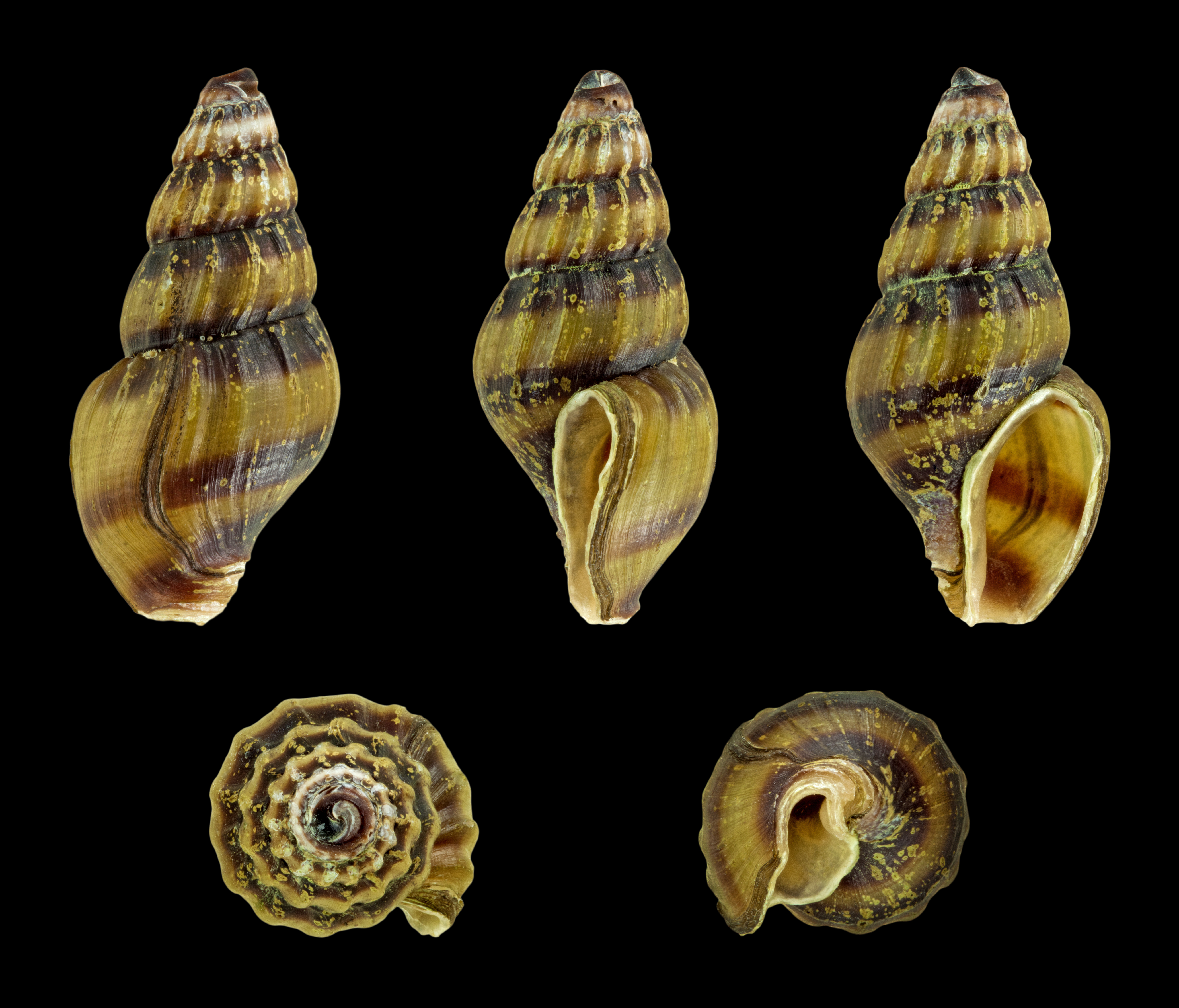

Il mesure entre 1,5 à 2 centimètresavec une coquille conique entrecoupés de bandes jaunes et noires. Il possède un siphon (organe olfactif) pour repérer ses proies,.
Ce sont des carnivores et se nourrissent d'autres escargots. En aquarium, ils peuvent se nourrir de physes, planorbes ou mélanoïdes ; en l'absence de nourriture vivante, ils vont manger les restes de nourriture au fond du bac.

## Reproduction
Il est gonochorique mais sans dimorphisme sexuel, il faut donc introduire plusieurs spécimens dans un aquarium pour espérer obtenir une fécondation. La femelle dépose ses œufs dans l'eau sur une surface solide comme une souche ou une pierre, les œufs fertiles éclosent généralement en quelques semainespuis les nouveau-nés s'enfoncent dans le substrat pour produire leur coquille.